# Dilochrosis
Dilochrosis is een geslacht van kevers uit de familie bladsprietkevers (Scarabaeidae). Het geslacht werd voor het eerst wetenschappelijk beschreven in 1878 door Thomson.